# Euphausia distinguenda
Euphausia distinguenda är en kräftdjursart som beskrevs av Hansen 1911. Euphausia distinguenda ingår i släktet Euphausia och familjen lysräkor. Inga underarter finns listade i Catalogue of Life.